# Boswil
Boswil (schweizerdeutsch: Boosmel, ˈboːsməl) ist eine Einwohnergemeinde im Schweizer Kanton Aargau. Sie gehört zum Bezirk Muri und liegt im oberen Bünztal.

## Geographie
Das Dorf am westlichen Rand des flachen Bünztals liegt am Fusse des Lindenbergs. Zwei Täler unterteilen dessen Osthang: In Richtung Süden erstreckt sich das bis zu 90 Meter tiefe Tobel des Wissenbachs, in Richtung Westen das bedeutend weniger ausgeprägte Tal des Forstbachs. Oberhalb der Quelle des Forstbachs, zwischen dem Egghau (651 m ü. M.) und dem Kamm des Lindenbergs, befindet sich eine Hochebene mit dem Feldenmoos, einem in den 1940er Jahren ausgebeuteten Hochmoor mit zwei Weihern. Forstbach und Wissenbach vereinigen sich vor dem Dorfzentrum, letzterer mündet nach etwas mehr als einem Kilometer in die Bünz. Ein Gebietsstreifen von über drei Kilometern Länge erstreckt sich im Norden über die Bünzebene bis fast nach Waltenschwil.
Die Hauptsiedlung Boswil besteht aus den Ortsteilen Unterdorf, Oberdorf, Vorstatt und Ritziziel, die alle zusammengewachsen sind. Das Neubauviertel östlich der Bahnlinie ist fast mit Bünzen zusammengewachsen. Der Weiler Sentenhof, ein ehemaliger Gutshof des Klosters Muri (535 m ü. M.), liegt über zwei Kilometer südlich des Dorfes an der Gemeindegrenze, auf der östlichen Seite des Wissenbachs. Der Weiler Wissenbach liegt westlich des gleichnamigen Bachs auf 622 m ü. M., ebenfalls an der südlichen Gemeindegrenze.
Die Fläche des Gemeindegebiets beträgt 1178 Hektaren, davon sind 260 Hektaren bewaldet und 146 Hektaren überbaut. Der höchste Punkt befindet sich auf 704 m ü. M. im Tannhölzli auf dem Kamm des Lindenbergs, der tiefste auf 429 m ü. M. an der Bünz.
Nachbargemeinden sind Waltenschwil im Norden, Bünzen im Nordosten, Besenbüren und Aristau im Osten, Muri im Südosten, Buttwil im Süden, Bettwil im Südwesten und Kallern im Westen.

## Geschichte

Luftbild (1964)

Während der Jungsteinzeit, zwischen 8000 und 10'000 v. Chr., liessen sich am damaligen fischreichen Bünzersee erstmals Siedler nieder und machten sich sesshaft. Der See verlandete später zu einem Moor. Im Jahre 2007 wurde im Gebiet Eibolde südlich von Boswil ein frühbronzezeitliches Grossgefäss (gemeinsam mit vier Tassen) und eine benachbarte Feuergrube entdeckt. Das 82 cm hohe und an der breitesten Stelle 85 cm weite, tief in den Boden eingelassene Gefäss war für Vorräte bestimmt. Um 1930 kam ein keltischer Friedhof aus der Zeit um 350 bis 325 v. Chr. zum Vorschein. Zeugen der Römerzeit sind Mauerreste von Gutsbetrieben an verschiedenen Standorten. Die im Jahr 1110 erstmals erwähnte Martinskapelle steht auf den Fundamenten eines römischen Wohnkomplexes.
Die erste urkundliche Erwähnung von Bozwila erfolgte in einer Urkunde des Grossmünsters in Zürich. Diese Urkunde ist zwar nicht datiert, stammt aber laut neuesten Forschungsergebnissen aus der Zeit zwischen 874 und 887. Der Ortsname ist vom althochdeutschen Pozinwila abgeleitet und bedeutet «Landgut des Pozo». Ein weiterer Grundbesitzer war das Fraumünster in Zürich, das gegen Ende des 9. Jahrhunderts in Boswil eine Kirche errichten liess. Das Patronatsrecht ging zuerst an die Habsburger über, um 1380 an die Hallwyler und schliesslich 1483 an das Kloster Muri. Die Habsburger waren die Landesherren und Inhaber der hohen Gerichtsbarkeit.
Im Jahr 1415 eroberten die Eidgenossen den Aargau. Boswil war nun Hauptort des gleichnamigen Amtes in den Freien Ämtern, einer Gemeinen Herrschaft. Ein Grossbrand im Jahr 1649 zerstörte einen Drittel des Dorfes. Nach dem Zweiten Villmergerkrieg von 1712 teilten die siegreichen reformierten Orte Zürich, Bern und Glarus das Freiamt in zwei Teile. Sie zogen dabei eine schnurgerade Linie von der Kirche in Oberlunkhofen zum Galgen in Fahrwangen. Diese Linie verlief genau durch Boswil und sogar mitten durch einige Häuser. Das Dorf wurde in seiner Entwicklung gehemmt, weil nun zwei verschiedene Rechtssysteme galten. Im März 1798 nahmen die Franzosen die Schweiz ein und riefen die Helvetische Republik aus. Boswil wurde wiedervereinigt und war zunächst eine Gemeinde im Distrikt Muri des kurzlebigen Kantons Baden, seit 1803 gehört sie zum Kanton Aargau.
In der zweiten Hälfte des 19. Jahrhunderts setzte die Industrialisierung ein. Am 1. Juni 1875 wurde der Abschnitt Wohlen–Muri der Aargauischen Südbahn eröffnet. Ab 1870 baute man im Sumpfgebiet Bünzmoos, das durch die Verlandung des Bünzersees entstanden war, Torf ab. In den 1930er und 1940er Jahren entstanden einige Torfausbeutungsbetriebe, die auf einer Fläche von über 200 Hektaren bis in eine Tiefe von sechs Metern Torf abtrugen. Weitere Betriebe siedelten sich an, und Boswil entwickelte sich zu einem Industriestandort. Mit zwei Ausnahmen während des Zweiten Weltkriegs und der Wirtschaftskrise der 1970er Jahre stieg die Bevölkerungszahl kontinuierlich an.

## Sehenswürdigkeiten

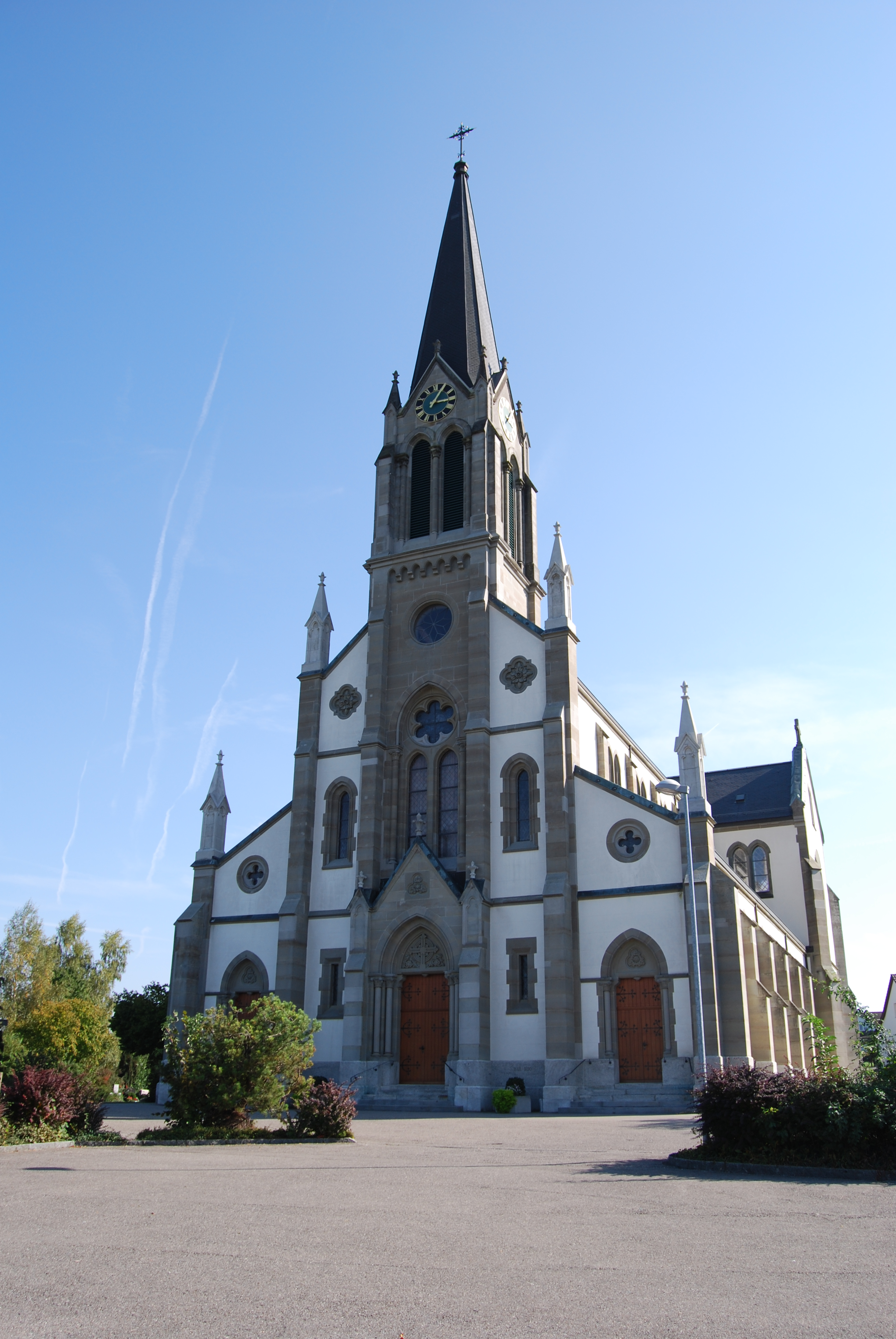
Kirche St. Pankraz

Boswils erste Kirche, die heutige Alte Kirche, reicht bis ins 11. Jahrhundert zurück. Von 1487 bis 1498 erfolgte eine Erweiterung im gotischen Stil, aus dieser Zeit stammt der Kirchturm. Nachdem das Gebäude zu klein geworden war, wurde es 1913 profaniert und später samt Pfarrhaus und Odilokapelle an den Kunstmaler Richard Arthur Nüscheler verkauft. Seine Nachkommen veräusserten das Gebäudeensemble an die Stiftung «Alte Kirche Boswil». Mit mehreren Renovationen konnte die Bausubstanz erhalten werden. In der Alten Kirche werden heute in regelmässigen Abständen kulturelle Veranstaltungen durchgeführt, die teilweise weltweite Beachtung finden. Das frühere Pfarrhaus diente zuerst als Altersheim für Künstler, heute ist es Sitz der Stiftung Künstlerhaus Boswil mit Pension für Kunstschaffende und Kursteilnehmer.
Nachdem das Nachbardorf Bünzen eine neue Kirche erhalten hatte, beschloss 1867 die Kirchgemeinde Boswil ebenfalls einen Neubau. Das Projekt kam nicht zustande, da der Kanton eine Kostenbeteiligung verweigerte. Nach einem zweiten gescheiterten Projekt entstand schliesslich zwischen 1888 und 1890 die neue Pfarrkirche St. Pankraz, eine Basilika im neugotischen Stil.
Ebenfalls von historischer Bedeutung sind die Martinskapelle im Oberdorf, die Säge Weissenbach im gleichnamigen Weiler und der Sentenhof südlich des Dorfes.

## Bilder

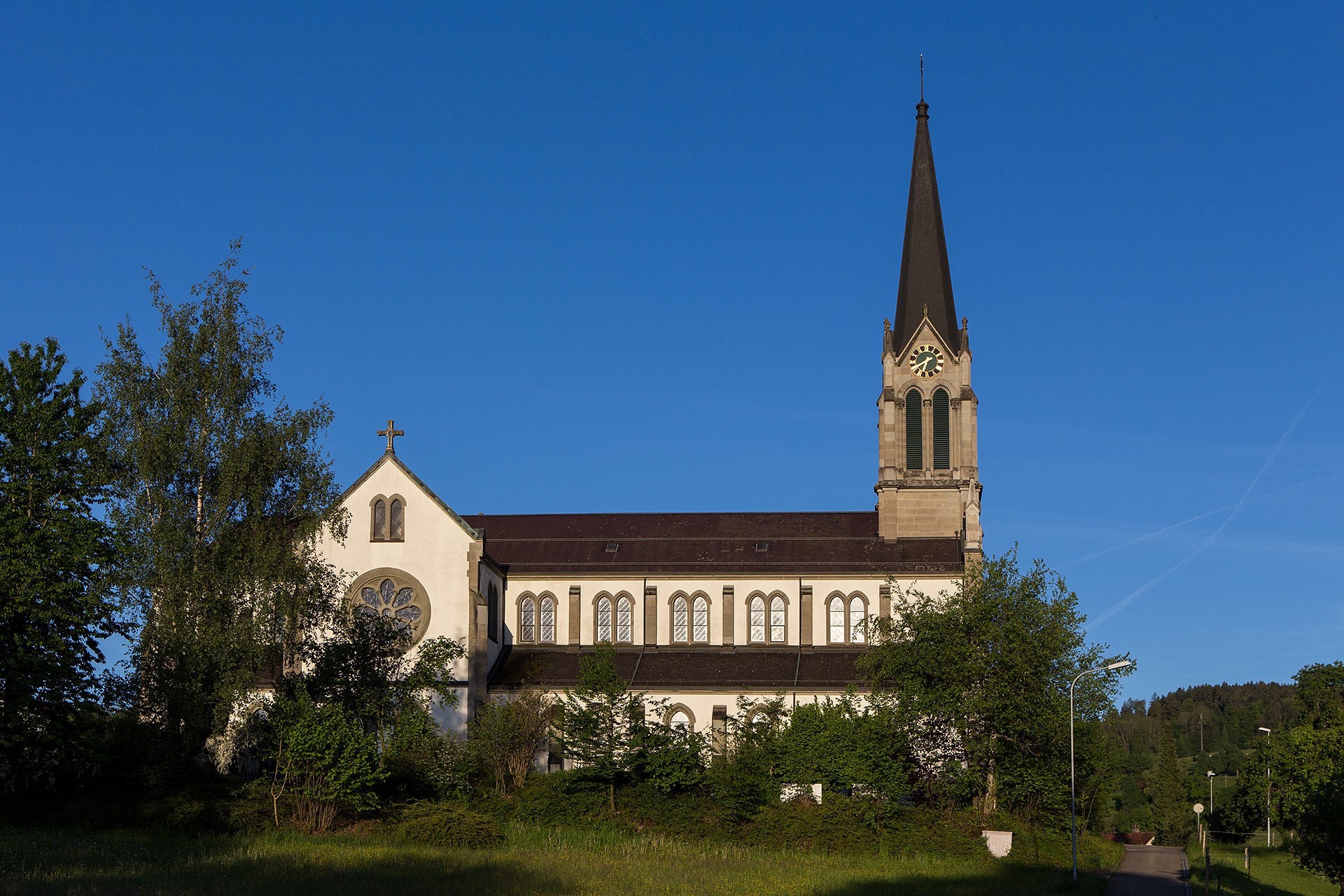
Pfarrkirche St. Pankraz
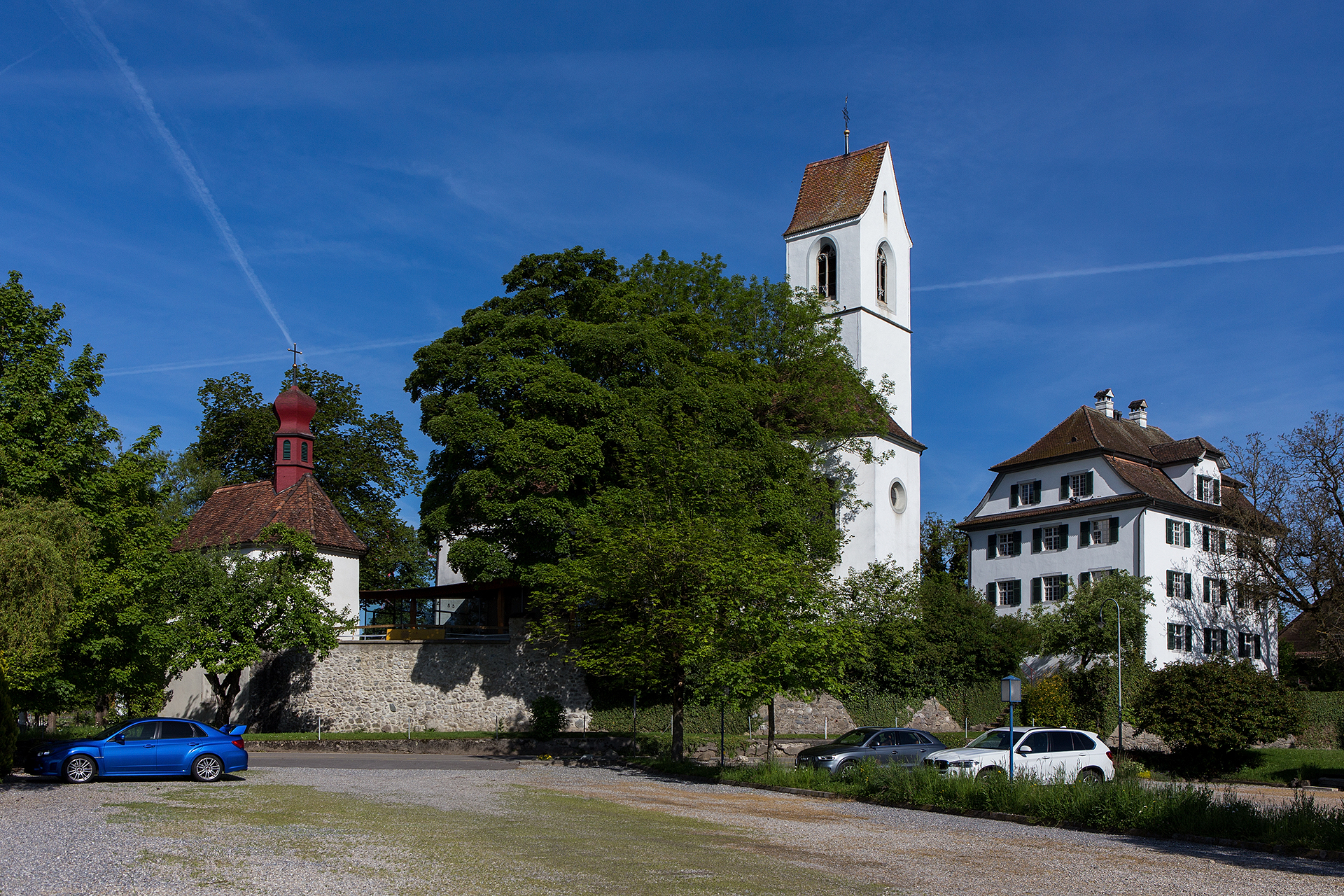
Odilokapelle, Alte Kirche, Künstlerhaus
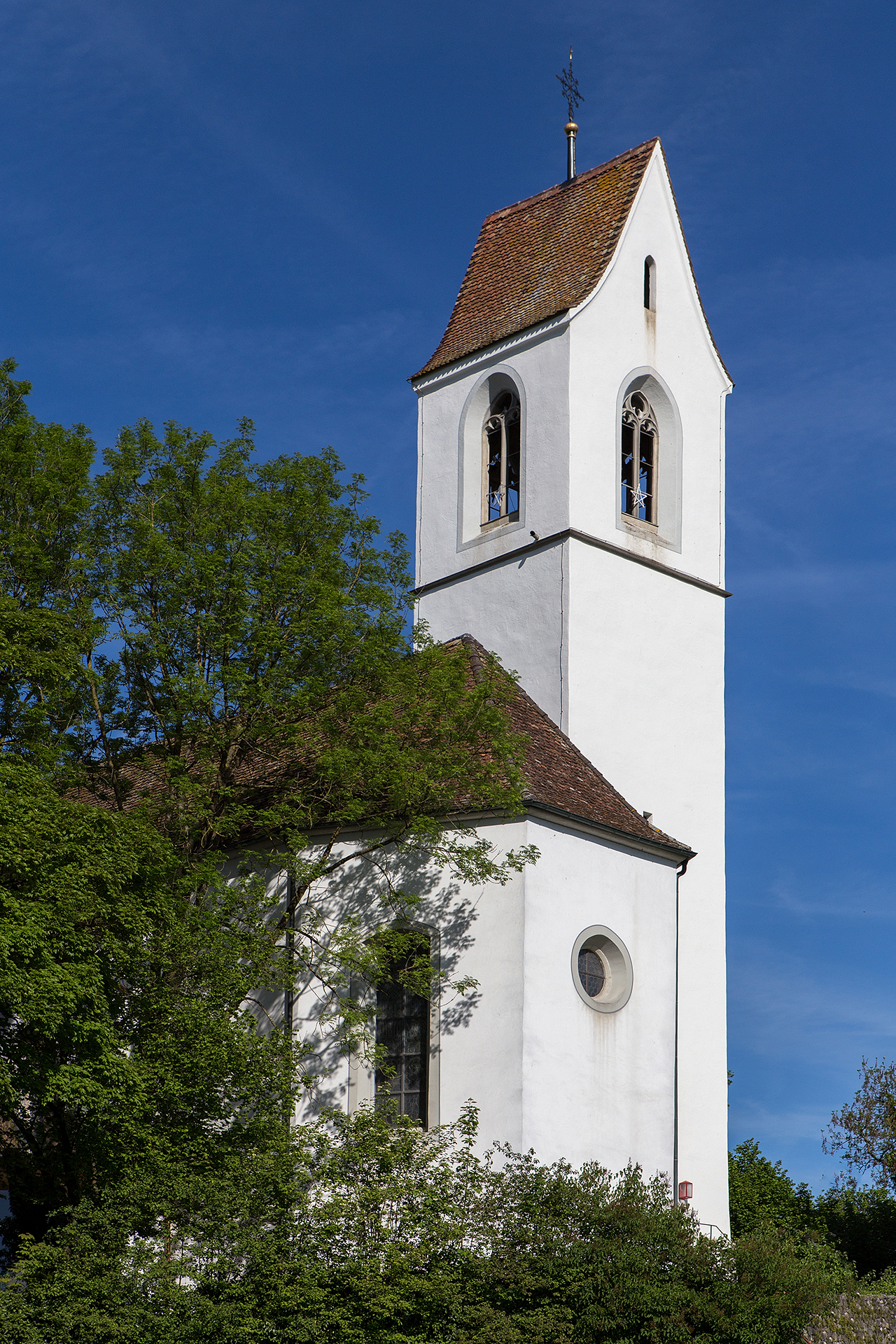
Alte-Kirche
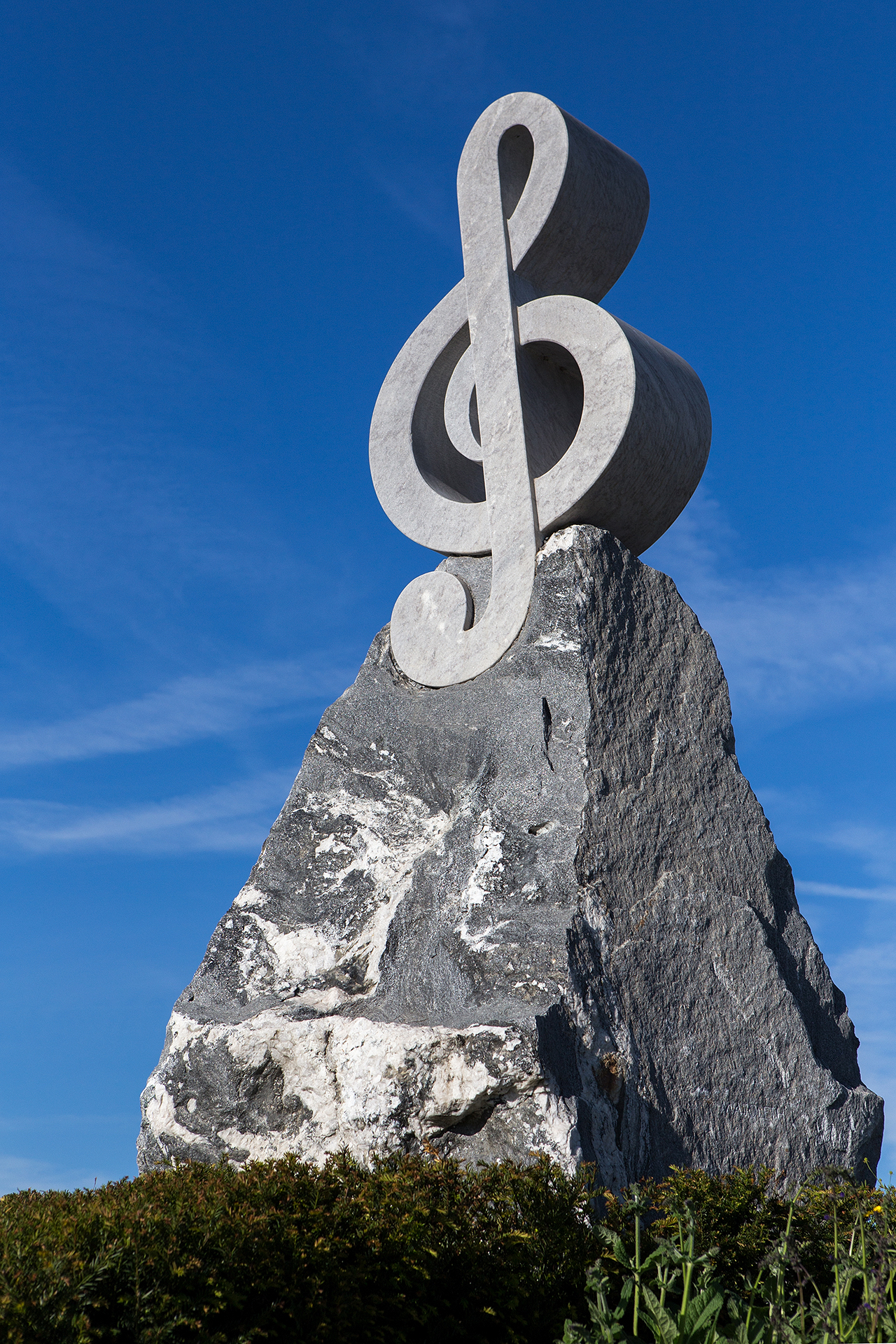
Boswil klingt … (Kreiselskulptur)
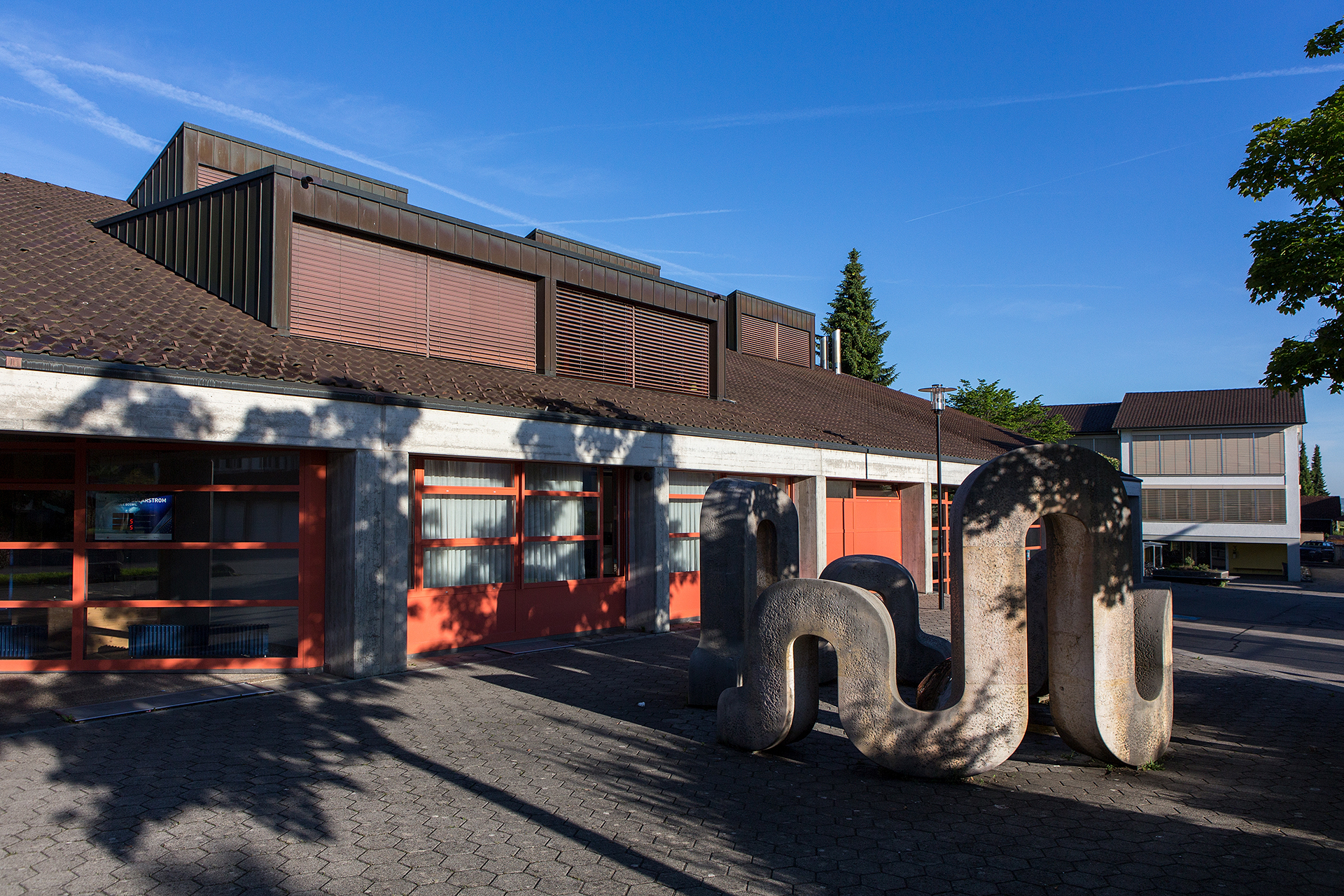
Schulhäuser 4 und 3
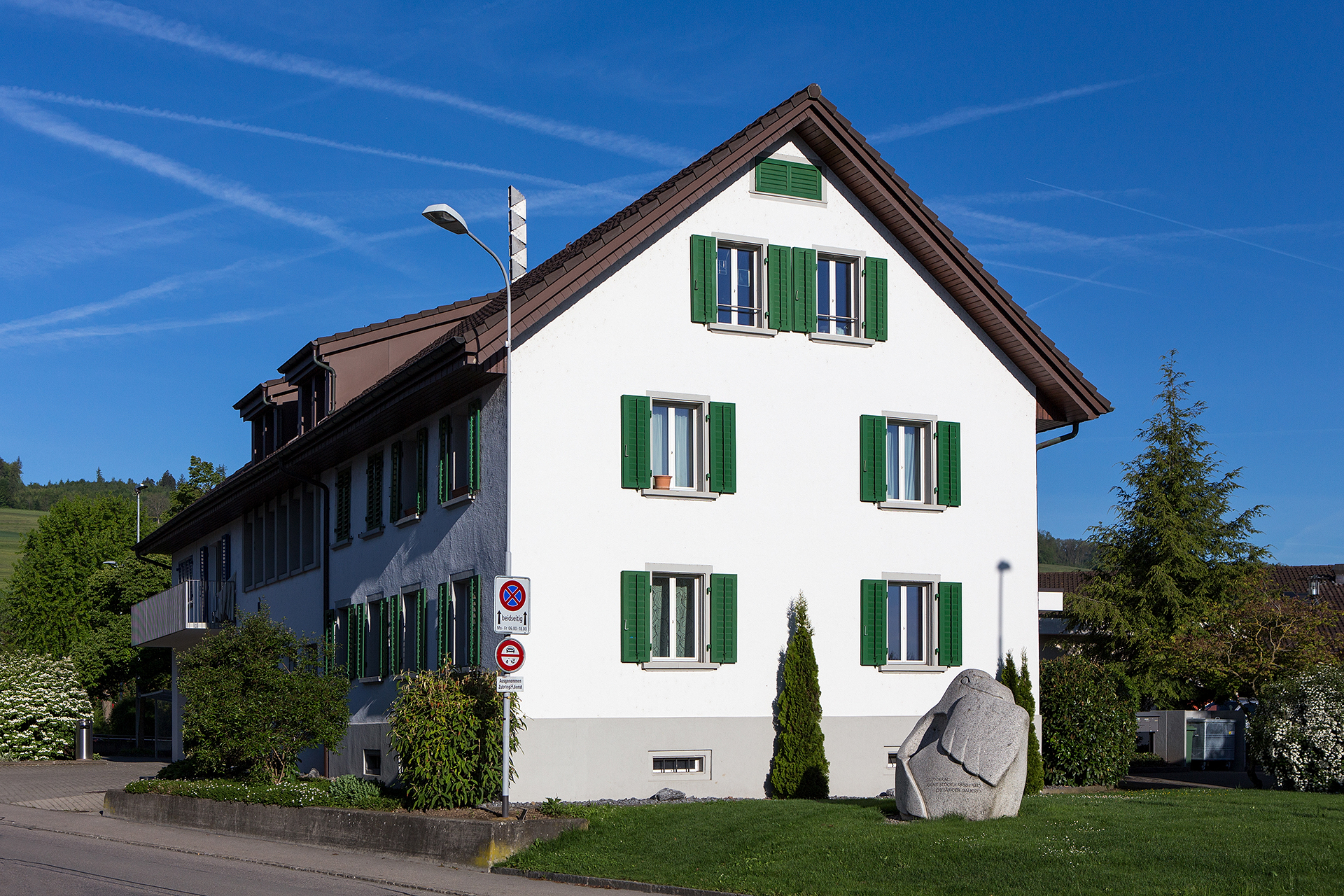
Gemeindeverwaltung

## Wappen
Die Blasonierung des Gemeindewappens lautet: «In Blau zunehmender gesichteter gelber Halbmond.» Die Gemeinde führt das ehemalige Wappen der Herren von Boswil, eines Ministerialengeschlechts der Habsburger. Jahrhundertelang herrschte Uneinigkeit darüber, ob der Halbmond zu- oder abnehmend sei. Das Gesicht erschien erstmals 1734. Im Dezember 2001 legte der Gemeinderat die definitive Variante fest.

## Bevölkerung
Die Einwohnerzahlen entwickelten sich wie folgt:
| Jahr      | 1765 | 1850 | 1900 | 1930 | 1950 | 1960 | 1970 | 1980 | 1990 | 2000 | 2010 | 2020 |
| Einwohner | 709  | 1249 | 1246 | 1425 | 1463 | 1663 | 1904 | 1871 | 2191 | 2308 | 2512 | 2923 |

Am 31. Dezember 2023 lebten 3124 Menschen in Boswil, der Ausländeranteil betrug 20,6 %. Bei der Volkszählung 2015 bezeichneten sich 58,0 % als römisch-katholisch und 13,5 % als reformiert; 28,5 % waren konfessionslos oder gehörten anderen Glaubensrichtungen an. 92,2 % gaben bei der Volkszählung 2000 Deutsch als ihre Hauptsprache an, 2,2 % Italienisch, 1,4 % Albanisch und 1,3 % Serbokroatisch.

## Politik und Recht
Die Versammlung der Stimmberechtigten, die Gemeindeversammlung, übt die Legislativgewalt aus. Ausführende Behörde ist der fünfköpfige Gemeinderat. Er wird im Majorzverfahren vom Volk gewählt, seine Amtsdauer beträgt vier Jahre. Der Gemeinderat führt und repräsentiert die Gemeinde. Dazu vollzieht er die Beschlüsse der Gemeindeversammlung und die Aufgaben, die ihm vom Kanton zugeteilt wurden. Für Rechtsstreitigkeiten ist in erster Instanz das Bezirksgericht Muri zuständig. Boswil gehört zum Friedensrichterkreis XIII (Muri).

### Gemeindeschreiber-Skandal
2018/2019 war die Gemeinde Boswil wegen eines Skandals schweizweit in den Medien. Zunächst hatte die Gemeindeverwaltung eine Liste mit Namen und Status ihrer Sozialhilfeempfänger öffentlich zugänglich gemacht, was ein Versehen gewesen sein soll. Gemeindeschreiber Daniel Wicki dagegen erklärte, es sei zu aufwändig, die Namen für die Gemeinderechnung zu schwärzen. Dann enthüllte der Blick, dass der Gemeindeschreiber auf Facebook gegen Flüchtlinge hetze, die Todesstrafe fordere und zu Selbstjustiz gegen kriminelle Ausländer aufrufe, etwa «An die Wand stellen und ihnen eine saubere 9-mm-Impfung verpassen!!!!» Trotz vieler Forderungen nach Entlassung stellte sich Gemeindeamman Michael Weber (SVP) hinter Wicki, der nach Einleitung eines Strafverfahrens wegen Rassendiskriminierung beurlaubt wurde. Die Staatsanwaltschaft Muri-Bremgarten stellte das Verfahren ein, worauf Wicki seine Arbeit wieder aufnahm. Am 18. Januar berichtete der Blick, dass der Gemeindeschreiber die Unterlagen von Eingebürgerten nicht weiterleite und Verfahren jahrelang verschleppe. Gleichentags wurde er fristlos entlassen.

## Wirtschaft
In Boswil gibt es gemäss der im Jahr 2015 erhobenen Statistik der Unternehmensstruktur (STATENT) rund 1300 Arbeitsplätze, davon 10 % in der Landwirtschaft, 40 % in der Industrie und 50 % im Dienstleistungssektor. Neben mehreren Gewerbe- und Dienstleistungsbetrieben besitzt die Gemeinde auch eine beachtliche Anzahl von Industriebetrieben, die vor allem in der Bau- und Baunebenbranche oder im Transportwesen tätig sind.

## Verkehr
Die vielbefahrene Hauptstrasse 25 zwischen Lenzburg und Sins verläuft mitten durch das Dorf. Weitere Strassen führen in die Nachbardörfer Bünzen und Kallern. Als öffentliche Verkehrsanbindung dient der SBB-Bahnhof Boswil-Bünzen an der Eisenbahnlinie Olten–Rotkreuz, auf der Züge der Linie S26 verkehren.

## Bildung
In Boswil werden sämtliche Schulstufen der obligatorischen Volksschule unterrichtet, mit Ausnahme der Bezirksschule, die in Muri besucht werden kann. Das nächstgelegene Gymnasium ist die Kantonsschule Wohlen.

## Persönlichkeiten
- Xaver Stöckli (1888–1975), National- und Ständerat
- Cédric Wermuth (* 1986), Nationalrat, Co-Präsident der Sozialdemokratischen Partei Schweiz